# ジェイシティ東京
ジェイシティ東京（ジェイシティとうきょう）は、東京都千代田区の再開発地区。神保町三井ビルディング、東京パークタワー、神保町101ビル3棟で構成されている。

## 概要
江戸時代は越後高田藩榊原家の武家屋敷があったエリア。
再開発前は細かい道路に分断された街区上に古くからの建物が密集しており、防災性の向上と土地の高度利用を目的として再開発事業が計画された。千代田区は1990年に再開発基本計画を作成し、「神保町一丁目南部地区第一種市街地再開発事業」として1994年2月に都市計画決定、2000年に権利変換を終えて工事が開始された。神田神保町一丁目43番地から71番地の奇数番地と、33番地の計16街区2.5ヘクタールを区画整理により3街区に統合し、商業施設棟と居住棟を有する総延床面積14万2000平方メートルの複合施設が建設された。総事業費はおよそ645億円で、そのうち約8パーセントは千代田区の補助金を利用している。
ジェイシティ東京と命名され、西街区の現103番地（旧49・51・53・55・69・71番地）には東京パークタワーが、東街区の現105番地（旧43～47・57～67の奇数番地）には神保町三井ビルディングが、北街区の現101番地（旧33番地）には神保町101ビルが建設された。

## 沿革[3]
- 1986年9月：神保町一丁目南部地区における三井不動産からの借地人が、急激な地価高騰による地代等の上昇と人口減少に危機感を持ち、1969年設立の「借地人組合」を前身とする「地友会」を設立。定住人口減少に悩む千代田区や、地主の三井不動産との、新たな街づくりに向けた協力体制づくりが始まる。
- 1987年12月：「地友会」は千代田区に講師の派遣を依頼し、都市ぷろ計画事務所を招き、街づくりに関する第1回目の勉強会を開催。
- 1988年10月：再開発準備組合設立に備え、調査研究等を図るため、「再開発委員会」を設立。
- 1989年11月：「神保町一丁目南部地区再開発準備組合」設立。
- 1990年4月：千代田区が「再開発基本計画」を作成

- 1994年（平成6年）2月 - 都市計画決定（東京都告示第84号、この決定内容はその後2年ごとに計2回修正）、東京都住宅マスタープランで「住宅供給型再開発促進ゾーン」に指定。
- 1995年（平成7年）10月 - 東京都知事より事業主体「神保町一丁目南部地区市街地再開発組合」（地権者約130人）の設立認可の公告を受け、再開発組合設立総会を開催。初代理事長が選任され、再開発組合が設立された。
- 1997年（平成9年）3月 - 権利変換計画認可。
- 2000年（平成12年）2月 - 権利変換完了。
- 2000年（平成12年）10月 - 着工。
- 2001年（平成13年） - 一般販売した251戸が即日完売。
- 2002年（平成14年）1月 - 神保町101ビル竣工（地上12階、高さ50.60m、鉄骨造、コンクリート充填鋼管柱、延床面積4,517平方メートル）。
- 2003年（平成15年）3月 - 神保町三井ビルディング・東京パークタワー竣工。
- 2003年（平成15年）9月 - 神保町一丁目南部地区市街地再開発組合が解散。
- 2004年（平成16年） - 土地活用モデル大賞を受賞。
- 2018年（平成30年） - 旭化成が東京ミッドタウン日比谷に本社移転。

## テナント
- 神保町三井ビルディング - ニューバランスジャパン、国立情報学研究所、インプレス、旭化成グループ、ジェイエイシーリクルートメント、ベネッセコーポレーション
- 神保町101ビル - 文化産業信用組合など